# Бургиньот

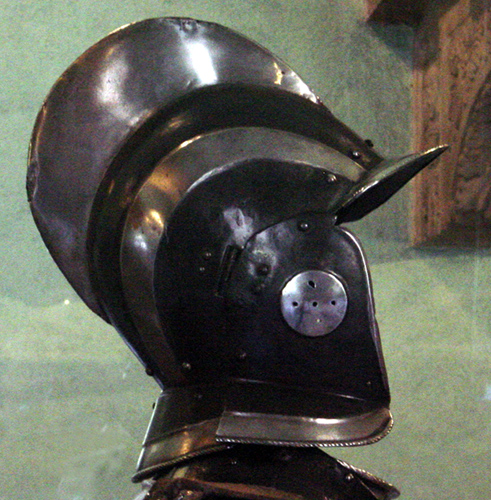
Открытый бургиньот второй половины XVI века

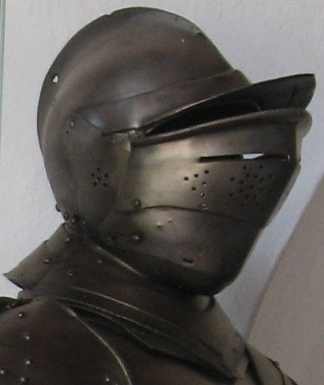
Закрытый бургиньот XVI в. со складывающимся наподбородником, образующим подобие забрала

Бургиньо́т, Бургоне́т (фр. bourguignotte — бургундский шлем) — тип европейского шлема эпохи Возрождения.

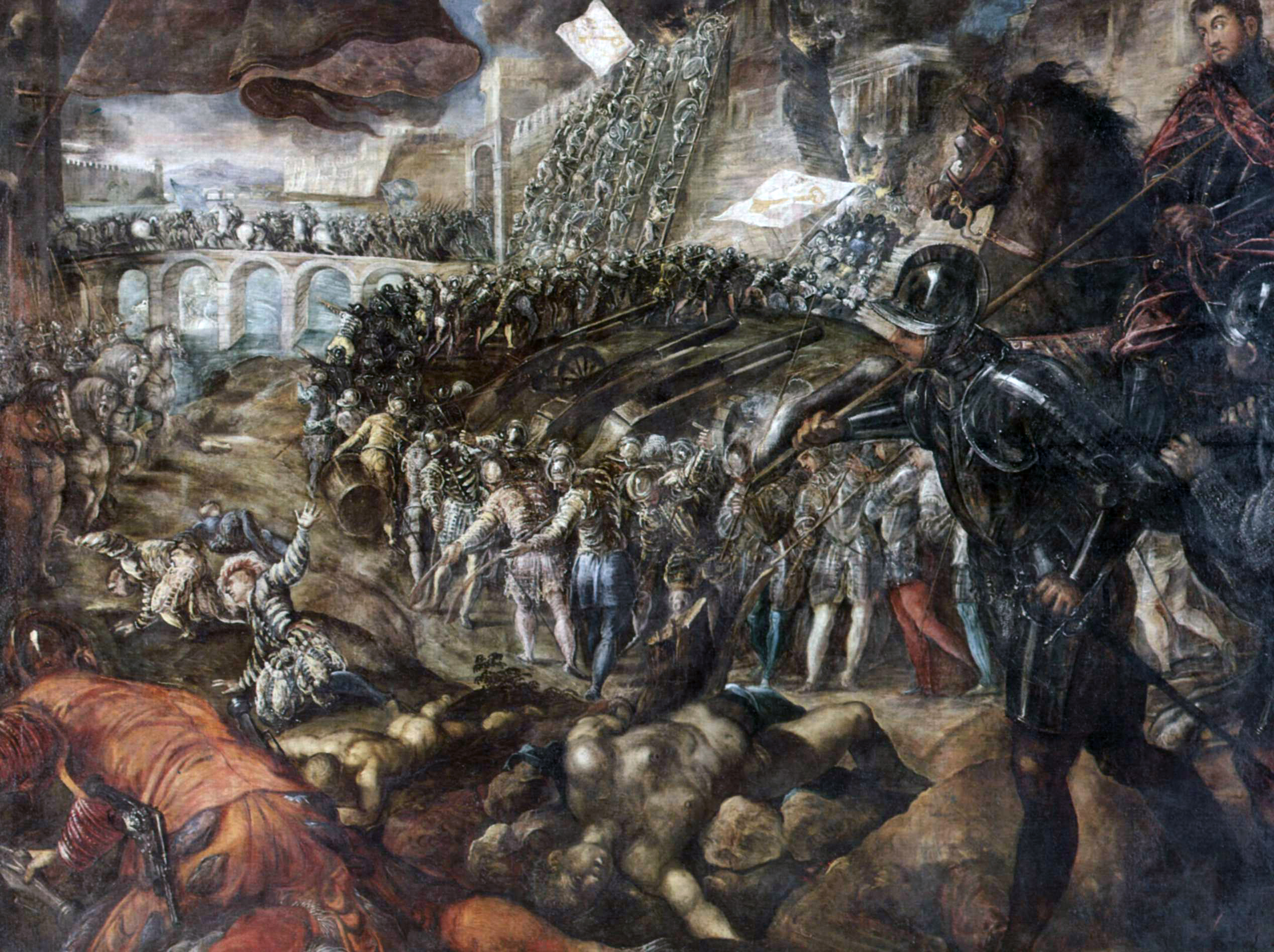
Взятие Пармы герцогом Федерико II Гонзага. Худ. Тинторетто, 1579 г.

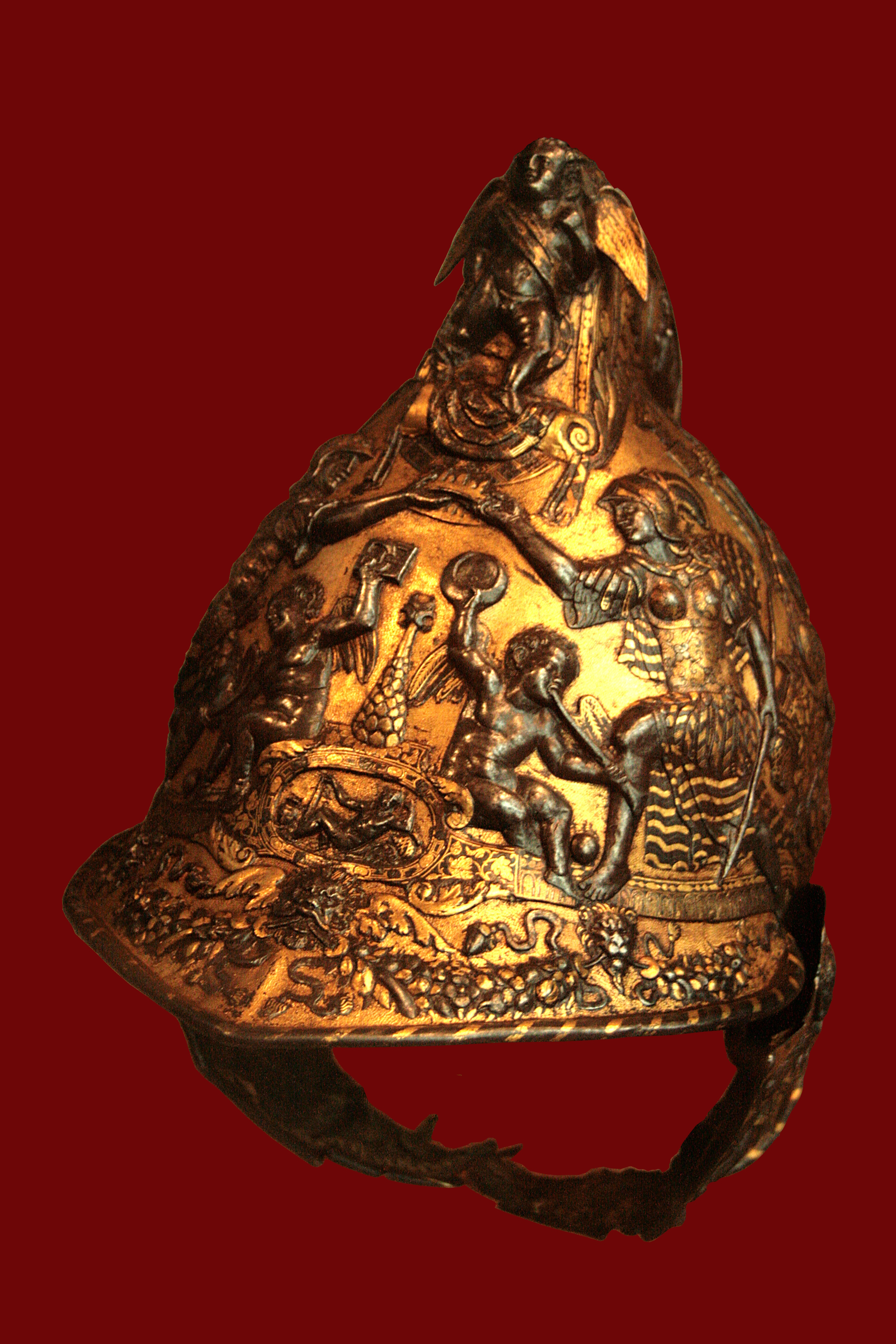
Бургиньот французского короля Генриха II, XVI в. Музей армии (Париж)

Бургундский шлем характеризовался сильно вытянутым назад скруглённым корпусом, снабжённым жёстким или подвижным назатыльником. Спереди снабжался направленным вверх козырьком. С боков на петлях крепились науши, по типу которых можно классифицировать бургиньоты:
- Открытый тип. Науши соединяются подбородочными ремнями.
- Закрытый тип. Науши образуют подбородник, мог дополняться откидным наподбородником (англ. falling buffe), образующим подобие забрала.

Сверху шлем обычно дополнялся гребнем, на ранних бургиньотах их было три. На затылке, под гребнем часто устанавливалась гильза для султана.
Бургиньоты появились в XVI веке в Италии и произошли от арметов, попали в Испанию, из неё — во Францию, Германию и распространились по всей Европе вплоть до Польши. Применялись до XVII века.